# Damir Habijan
Damir Habijan (ur. 4 stycznia 1982 w Varaždinie) – chorwacki polityk, prawnik i samorządowiec, parlamentarzysta, minister gospodarki i zrównoważonego rozwoju (2023–2024), minister sprawiedliwości, administracji publicznej i transformacji cyfrowej (od 2024).

## Życiorys
W 2007 ukończył studia prawnicze na Uniwersytecie w Zagrzebiu, a w 2010 zdał egzamin adwokacki. Praktykował w zawodzie prawnika. Dołączył do Chorwackiej Wspólnoty Demokratycznej (HDZ). W latach 2017–2021 był przewodniczącym rady miasta Varaždin. W wyborach w 2020 i 2024 uzyskiwał mandat posła do Zgromadzenia Chorwackiego.
W grudniu 2023 dołączył do drugiego gabinetu Andreja Plenkovicia, obejmując w nim stanowisko ministra gospodarki i zrównoważonego rozwoju. W powołanym w maju 2024 trzecim rządzie lidera HDZ został natomiast ministrem sprawiedliwości, administracji publicznej i transformacji cyfrowej.